# Cerodontha impercepta
Cerodontha impercepta är en tvåvingeart som beskrevs av Spencer 1986. Cerodontha impercepta ingår i släktet Cerodontha och familjen minerarflugor.
Artens utbredningsområde är North Carolina. Inga underarter finns listade i Catalogue of Life.